# Connellia augustae
Connellia augustae är en gräsväxtart som först beskrevs av Moritz Richard Schomburgk, och fick sitt nu gällande namn av Nicholas Edward Brown. Connellia augustae ingår i släktet Connellia, och familjen Bromeliaceae. Inga underarter finns listade i Catalogue of Life.